# تشارلى روجرز
تشارلى روجرز (بالإنجليزية: Charley Rogers)‏ هو كاتب سيناريو ومخرج وممثل بريطاني، ولد في 15 يناير 1887 ببرمنغهام في المملكة المتحدة، وتوفي في 20 ديسمبر 1956 بلوس أنجلوس في الولايات المتحدة بسبب حادث مرور.

## أعمال

### أفلام
- (1929) يوم مثالي
- (1932) حزم مشاكلك
- (1935) واحدة بواحدة
- (1936) الفتاة البوهيمية
- (1937) طريق الخروج من الغرب
- (1938) الأغبياء
- (1939) الثنائي الطائر
- (1940) أحمق في أكسفورد
- (1952) أضواء المسرح

## وصلات خارجية
- تشارلى روجرز على موقع IMDb (الإنجليزية)
- تشارلى روجرز على موقع ألو سيني (الفرنسية)
- تشارلى روجرز على موقع أول موفي (الإنجليزية)
- تشارلى روجرز على موقع قاعدة بيانات برودواي على الإنترنت (الإنجليزية)
- تشارلى روجرز على موقع قاعدة بيانات الأفلام السويدية (السويدية)
- تشارلى روجرز على موقع قاعدة بيانات الفيلم (الإنجليزية)
- تشارلى روجرز على موقع كينوبويسك (الروسية)